# 칸나노르 공성전 (1507년)
칸나노르 공성전 (Siege of Cannanore)은 1507년 4월부터 8월까지 4개월에 걸쳐 진행되었으며 캘리컷의 자모린과 아랍인의 지원을 받은 칸나노르의 지배자 콜라티리의 군대가 칸나노르에 있는 포르투갈의 안젤로 요새를 포위하면서 벌어진 전투다. 이 전투는 한해전인 1506년에 있었던 칸나노르 해전에서 자모린의 함대가 포르투갈에게 당한 패배를 만회하기 위해 벌어진 복수전이자 칸나노르에서 포르투갈 세력을 추방시키고자 벌인 전투였다.
본래 칸나노르 왕국과 포르투갈은 무역협정을 통해 교역을 진행하여 왔으며 칸나노르는 포르투갈이 현지에 교역소와 요새건설을 허락할 정도로 양국은 상호 우호적인 관계를 유지하고 있었다. 양국간에 문제가 발생한것은 칸나노르의 통치자가 바뀌면서 부터이다. 자모린(Zamorin)은 양국간의 갈등을 부추인후 자신들에게 협조적인 새로운 통치자를 설득하여 동맹을 맺고 칸나노르에서 포르투갈을 몰아내고자 하였다. 포위전이 장기화되면서 전세는 포르투칼에게 매우 불리하게 흘러갔으나 포르투갈 8차 원정대가 도착하자 역전되며 최종적으로 포르투갈이 승리하였다.

## 배경

### 캘리컷과의 갈등
바스코 다 가마(1469~1524)가 신항로를 개척한 후 귀국하자, 포르투갈의 마누엘 1세는 인도와 정식 무역협정을 체결하고 인도양 향신료 무역을 독점하고자, 2차 원정대를 파견하였다. 1500년 9월, 카브랄은 함대를 이끌고 인도 캘리컷에 도착하여 무역협정 체결후 선적을 위한 상품구매를 진행하였다.
그러나 아랍상인들의 조직적인 방해공작 때문에 구매활동은 난관에 부딪쳤다. 캘리컷 당국에 항의하며 포르투갈에 향신료 시장에서의 우선권 부여를 요구하였으나 무시당한다. 화가 난 카브랄은 보복차원에서 아랍상선을 약탈하였고 이런 소식을 접한 아랍인들은 교역소를 습격하여 포르투갈인 54명을 죽였다.(12월 17일) 폭동의 배후를 캘리컷의 통치자로 판단한 카브랄은 인도선박을 나포하여 선원들을 죽이고 항구일대에 무차별적인 함포사격을 퍼부어 쑥대밭을 만든후 그곳에서 철수해 버렸다. 이 사건을 계기로 향후 포르투갈과 캘리컷은 지속적으로 갈등관계를 유지하게 되었다.

### 칸나노르와의 인연

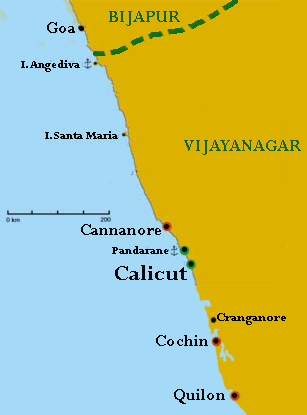
인도 말라바르 해안 1500년

카브랄의 원정대와 캘리컷 사이에 갈등이 일어나자, 자모린과 경쟁관계에 있던 칸나노르의 콜라티리(Kolathiri) 왕조는 포르투갈인들이 자국의 향신료 시장에서 교역을 할 수 있도록 허락하였다. 양국은 교역에 대한 조약도 체결하였고 3차 원정대를 이끌고 온 주앙 다노바(1460~1509)는 1501년에 정식으로 칸나노르에 교역소도 설치하였다. 7차 원정대를 이끌고 1505년 10월 초대 인도 총독으로 부임한 알메이다는 콜라티리의 허락하에 칸나노르에 요새를 건설하였다. 알메이다는 로렌수 드 브리투(Lourenço de Brito)를 책임자로 임명하여 150명의 수비대를 상주시킨 후 코친으로 이동하였다.

### 새로운 갈등의 시작
양국간에 원만했던 관계가 틀어진 것은 칸나노르의 새로운 통치자가 즉위하면서 시작되었다. 포르투갈에 우호적이던 칸나노르의 통치자가 후계자 없이 1506년 사망하여 승계가 논란이 되자 캘리컷의 자모린은 새로운 통치자를 선정하는데 자신의 영향력을 발휘하였다. 칸나노르의 새로운 통치자(콜라티리 군주)는 결과적으로 자모린에게 큰 은혜를 입었기에 캘리컷의 자모린에게 협조적이었다.

### 포르투갈의 만행
1502년부터 포르투갈은 자신들의 관할구역에서 안전통행증(카르타즈)을 발급하고 있었는데, 이를 소지하지 않았다는 이유만으로 선박을 침몰시키고 선원들을 잔인하게 살해하였다. 이로 인하여 토착 상인들은 포르투갈인들에게 강한 적대감을 품게 되었는데, 포르투갈의 만행에 크게 분노한 인접지역의 콜라투나드인들은 그들의 통치자인 콜라티리에게 포르투갈인들에 대한 응징을 요구하기에 이르렀다. 칸나노르 해전 (1506년 3월 16일)에서 패배한 후 복수전을 계획하던 자모린은 이런 분위기를 좋은 기회로 삼았다. 콜라티리를 설득하여 연합한 후 칸나노르에서 포르투갈을 몰아내기 위해 군사 행동에 돌입하였다.

## 포위공격
1507년 4월 27일, 콜라티리와 캘리컷의 군대에 의해 칸나노르의 안젤로 요새가 포위된 후 시작된 공격은 4개월간 지속되었다. 콜라티리는 4만명의 군대를 동원했고 캘리컷의 자모린은 대포 21문과 병사 2만명을 지원했다. 로렌수 드 브리투 휘하의 포르투갈 수비대는 뛰어난 화력을 바탕으로 캘리컷과 콜라티리의 대규모 공격을 효과적으로 방어하였다. 개전 초기에 포르투갈의 방어는 성공적이었으나 포위전이 장기화되면서 양진영은 교착상태(膠着狀態)에 빠졌다.
콜라티리 군의 참호(塹壕)를 향한 포르투갈의 포격은 면화포 벽으로 인해 무력화되었고 포위로 인하여 보급품이 떨어진 포르투갈 수비대는 서서히 아사 상태에 빠졌다. 포르투갈의 상황은 매우 불리하였는데, 8월 15일 갑자기 해일이 발생하여 포르투갈 수비대가 크게 동요하며 놀랐으나 해일로 인해 밀려온 바닷가재들을 잡아 먹으며 버틸 수 있었다. 오남축제(Onam festival) 전에 실시된 콜리티리의 대규모 공격으로 포르투갈군은 큰 위기상황에 봉착했으나 간신히 격퇴하며 방어에 성공하였다. 그러나 이 전투로 인해 포르투갈 측에 상당히 큰 피해가 발생하였다.

## 결과
전멸에 가까운 위기에 처했던 포르투갈 수비대가 살아난 것은 8월 27일 포르투갈 지원군이 도착하면서부터이다. 소코트라섬을 중심으로 활동하던 8차 포르투갈 원정함대 중 11척이 칸나노르 안젤로 항구에 나타나자 전세가 역전되었다. 트리스탕 다 쿠냐(Tristão da Cunha)가 이끄는 함대는 수륙양동 작전을 펼쳐 콜라티리 군대를 격퇴시키고 포르투갈 수비대를 구해냈다. 포르투갈과 콜라티리 라자 사이에 평화협상이 진행되었고, 칸나노르에 포르투갈이 계속 주둔하게 되었으며 향신료 교역시장에 대한 참여도 재개할 수 있게 되었다.

## 같이 보기
- 포르투갈령 인도